# فانيسا أوبراين
فانيسا أوبراين (بالإنجليزية: Vanessa O'Brien)‏ هي مستكشفة أمريكية، ولدت في 2 ديسمبر 1964.

## وصلات خارجية
- الموقع الرسمي